# یک عاشق نمی‌خواهم
«یک عاشق نمی‌خواهم» (به انگلیسی: I Don't Want a Lover) ترانه‌ای از گروه اسکاتلندی تگزاس و یکی از قطعات اولین آلبوم استودیویی آن‌ها با نام ساوت‌ساید است.
این اولین ترانهٔ تگزاس است که با موفقیت تجاری روبه‌رو شد و آهنگ‌های آن‌ها تا حدود یک دههٔ بعد با چنین اقبالی مواجه نشدند. «یک عاشق نمی‌خواهم» در زمان انتشارش در سال ۱۹۸۹ یازده هفته در جدول تک‌آهنگ‌های بریتانیا حضور داشت و تا ردهٔ هشتم آن جدول صعود کرد. ترانه در استرالیا هم عملکرد موفقیت‌آمیزی داشت: ۱۹ هفته در جدول پرفروش‌ترین‌ها بود و بالاترین جایگاهش در آن جدول رتبهٔ چهارم بود. «یک عاشق نمی‌خواهم» در آغاز انتشار در ایالات متحدهٔ آمریکا به جدول‌های جریان اصلی راک و ترانه‌های مدرن راک راه یافت و با کسب رتبهٔ ۷۷ در ۱۰۰ آهنگ داغ بیلبورد به کارش پایان داد.
گاردین از این قطعه با عنوان «اثری قدرتمند و تقریباً قانع‌کننده» یاد کرده و تایمز آن را «بهترین اثر تگزاس (با فاصلهٔ زیاد از دیگر ترانه‌های‌شان)» دانسته‌است.